# Јефтимије Дечански
Преподобни Јефтимије Дечански (16. век) је био српски монах у лику подвижника и мученика. 
Пострадао је мученичком смрћу након упада Османлија у средњовековну Србију у 16. веку .
Српска православна црква празнује светог Јефтимија Дечанског, заједно са преподобним Јефремом и Нестором, подвижницима Дечанским 24. новембра (11. новембра) .